# Зміянська вишивка
Зміянська вишивка (серб. Змијањски вез) — специфічна техніка вишивки, якою традиційно займаються жінки в селах області Зміяньє Республіки Сербської в Боснії і Герцеговині. Відрізняється багатством орнаментів і складністю техніки. У 2014 році її занесено до списку шедеврів усної та нематеріальної культурної спадщини людства ЮНЕСКО. Зміянська вишивка є важливою частиною традиційного зміянського жіночого костюма.
Техніка вишивки «Зміяньє» — особлива техніка, що водночас може слугувати для прикрашання буденних речей. Ця вишивка традиційно використовується для прикрашання жіночих костюмів і предметів хатнього вжитку, в тому числі весільних суконь, шарфів, деталей одягу і постільної білизни. Темно-сині нитки використовуються для вишивки багатих імпровізованих геометричних візерунків, при цьому різні гаптовані візерунки визначають соціальний статус сільських жінок. Як правило, жінки вишивають у групах: вони займаються рукоділлям під час співу і невимушеної бесіди.
Техніка зміянської вишивки сформувалася в середині XIX століття. До початку XX століття ця вишивка наносилася тільки на лляну або конопляну тканину. З середини XX століття до початку XXI століття зміянська вишивка наноситься на бавовняну тканину. Кожна вишивальниця привносить в техніку вишивки щось своє, навички та вміння передаються з покоління в покоління. Сучасний спосіб життя і глобалізація можуть поставити це традиційне ремесло під загрозу зникнення. Тому організовуються різні курси з навчання зміянської вишивки[3].
Існує чотири основних техніки зміянської ручної вишивки: «прорлак», «подвлакно», «пруталачка» і «крстачка»[4]. З перерахованого переважає «крстачка» (вишивка хрестиком) [5].